# 이글벳
이글벳(Eagle Vet)은 동물 약품을 수입하거나 제조하여 판매하는 코스닥 상장기업이다. 주로 소, 돼지, 닭을 비롯, 말과 개, 고양이도 포함하는 동물의약품을 다룬다.

## 사업
신규사업으로 반려동물 관련 약품과 사료, 간식류 등을 제조 및 수입해서 판매한다. 양어 시장에 경쟁사들보다 일찍부터 진출해온 회사이기도 하다.
매출규모는 2022년 435억으로 해외매출과 하루웰사업부(수입사료)의 매출이 증가추세에 있다. 또한 반려동물 약품사업도 유통 채널을 다양화하면서 점차 매출이 늘어나는 추세이다.
동물약품업계 최초 EU-GMP인증을 바탕으로 유럽으로 진출하기 노력을 꾸준히 해오고 있으며, 22년부터는 중국에도 사료첨가제와 소독제 등을 등록하고 수출하는 등 동물약품업계에서 독보적인 해외영업력과  품질관리능력을 보유하고 있는 것으로 평가된다. 
최근에는 반려동물용의약품사업에 진출하려는 인체제약사에서 제품 개발 및 등록, 위탁 생산과 관련하여 가장 먼저 접촉하고자 하는 기업으로 인식되어 다양한 제휴관계를 통해 향후 매출확대의 가능성이 높다.

## 테마
이글벳은 조류독감(AI) 테마주로, 조류독감이 유행할 때 같은 테마군의 종목들과 함께 등락하는 모습을 보이곤 한다.